# Friedrich Schulze
Friedrich Schulze (Colbitz, 1843. március 18. – Steglitz, 1912. július 30.) német építész. Teljes nevén Johann David Friedrich Otto Schulze, megkapta a Porosz Művészetek Mestere rangot is.